# Alex North
Alex North (Chester, Pennsilvània, 4 de desembre de 1910 − Los Angeles, 8 de setembre de 1991) fou un compositor de cinema estatunidenc nascut amb el nom de Isadore Soifer.

## Biografia
Va estudiar a la Juilliard School of Music de Nova York, seguint els seus estudis a Rússia. A la tornada als Estats Units compon música teatral per diversos autors, entre els quals es troba Elia Kazan, que li donaria l'oportunitat de fer la seva estrena al cinema.
Va compondre una gran partitura per a la pel·lícula 2001: una odissea de l'espai, però Stanley Kubrick, la va descartar per a després incloure música clàssica de Richard Strauss, Johann Strauss i altres. Coincidint amb el 25è aniversari de la pel·lícula va sortir a la llum de la mà de Jerry Goldsmith, dirigint la National Philharmonic Orchestra de Londres, convertint-se en una banda sonora de llegenda i fent justícia a la gran obra d'Alex North.
Va ser nominat a l'Oscar en 14 ocasions, però no se li va concedir cap. No obstant això, en l'entrega d'Oscars pertanyents a 1985 se li va concedir un Oscar especial per les seves innombrables i meravelloses bandes sonores i així tapant un forat bastant gran de no haver-li atorgat mai un Oscar en competició.
També va ser el creador de la música d'una de les sèries més famoses de la televisió, Home ric, home pobre i de la cançó Unchained melody, força recordada i utilitzada com va ser en la pel·lícula Ghost.
Va morir el 8 de setembre de 1991 a Los Angeles a l'edat de 80 anys.

## Filmografia (no completa)
- 1951 - A Streetcar Named Desire (candidatura a l'Oscar)
- 1951 - Mort d'un viatjant (candidatura a l'Oscar)
- 1952 - Viva Zapata (candidatura a l'Oscar)
- 1952 - Testimoni de casament
- 1955 - El pistoler
- 1955 - The Rose Tattoo (candidatura a l'Oscar)
- 1955 - Unchained (només tema musical)
- 1956 - Mala llavor
- 1956 - El farsant (candidatura a l'Oscar)
- 1956 - Un rei per a quatre reines
- 1958 - Set de triomf
- 1959 - The Sound and the Fury
- 1960 - Espàrtac (candidatura a l'Oscar)
- 1961 - Vides rebels
- 1963 - Cleopatra (candidatura a l'Oscar)
- 1964 - El gran combat
- 1964 - The Outrage
- 1965 - El turment i l'èxtasi (candidatura a l'oscar)
- 1966 - Qui té por de Virginia Woolf? (candidatura a l'Oscar)
- 1968 - 2001: una odissea de l'espai (Rebutjada en el muntatge final)
- 1968 - Les sandàlies del pescador (candidatura a l'oscar)
- 1969 - Abans estimar, després matar
- 1972 - Els indesitjables
- 1974 - Shanks (candidatura a l'Oscar)
- 1975 - Mossega la bala (candidatura a l'Oscar)
- 1981 - El drac del llac de foc (candidatura a l'Oscar)
- 1984 - Sota el volcà (candidatura a l'Oscar)
- 1985 - La mort d'un viatjant
- 1985 - L'honor dels Prizzi
- 1987 - Dublinesos
- 1988 - Good Morning, Vietnam